# Et cetera
Et cetera (pronúncia em latim: [ɛt ˈkeːtɛra]) ou et caetera, aportuguesado etcétera e abreviado etc. ou &c., é uma expressão latina que significa "e outras coisas semelhantes", ou "e assim por diante". Na tradução literal do latim, et significa 'e', enquanto cētera significa 'o resto'; assim a tradução fica como 'e o resto (de tais coisas)'.
Et Cetera é um calque do grego Koine καὶ τὰ ἕτερα (kai ta hetera) que significa "e as outras coisas". No grego moderno típico, é και τα λοιπά (kai ta loipá), que equivale a "e o restante".

## Ortografias e uso
Normalmente é utilizada a sua forma abreviada "etc.", sendo raríssimo o uso da expressão completa original ("et cetera" ou "et caetera") e ainda menos o aportuguesamento ("etcétera"). Todas as versões estão devidamente dicionarizadas, incluindo a abreviatura. Esta normalmente é antecedida por vírgula, mas também pode ser utilizada sem vírgula, pois o seu significado literal é "e o resto".
A frase et cetera é usada de forma constante para denotar a continuação lógica de uma sequência de descrições. Por exemplo, na seguinte expressão:
     Ele gosta de praticar desportos como futebol, basquete, ténis etc.

Neste caso de uso no final de uma lista sem conjunção, uma vírgula geralmente aparece na frente da frase (mas veja: vírgula de série). Se "etc." estiver no final de uma frase, o ponto não será duplicado. Se aparecer no final de exclamações, perguntas ou uma cláusula, não é desnecessário o ponto, mas é seguido por quaisquer sinais de pontuação que são necessários no término ou continuação da frase.

etc. em Fraktur

Na tipografia blackletter (gótica ou Fraktur), o "r rotunda" (ꝛ) se usa em algumas vezes para et em vez do semelhante tironiano et (⁊), seguido por c, para produzir ꝛc.

## Expressões latinas semelhantes
- Em listas de pessoas, et alii (abreviado como et al., que significa "e outros") se usa em vez de etc.
- Em listas de lugares, pode-se usar et alibi, abreviado como et al.; et alibi, que significa "e em outro lugar".
- Em referências à literatura ou textos em geral, et sequentes (versus) ou et sequentia 'e as palavras etc. seguintes' (abreviado et seq., plural et seqq.) são usados para indicar que há apenas a primeira parte de uma referência conhecida, com ampla referência às seguintes passagens que seguem logicamente após à referência explícita. Portanto, "Título VII, Seção 4, Subseção A, Parágrafo 1, e seguintes" pode se referir a muitas subseções ou parágrafos que seguem o Parágrafo 1. Os resumos legais e os documentos legislativos fazem uso intenso de et seq. Deve-se observar que há uma diferença funcional entre et seq. e etc E segs. e suas variações referem-se especificamente ao texto conhecido; etc. também pode fazê-lo, porém mais provavelmente o leitor pode fornece os itens não especificados por si mesmo. Não seria útil dizer: "Vários parágrafos de importância semelhantes aos do Título VII, Seções 4, 7 e 2 e seguintes", mesmo que possa fazer sentido o uso de etc. em tal contexto.[6]

## Na cultura popular
No filme de 1956 The King and I, Yul Brynner usou várias vezes a expressão "…et cetera, et cetera, et cetera…" em seu retrato do rei Mongkut do Sião, para caracterizar o rei como querendo impressionar a todos com seu conhecimento vasto e a importância de um sem que seja necessário expor. Isso contribuiu para seu uso no romance Anna and the King of Siam, que expressava a compreensão lúdica desse rei de inúmeras coisas com a frase "&c., etc."

## Outros usos
"Et cetera" e derivados, como "etceteras", têm sido, e ainda são, usados em tom alegre, humorístico ou desdenhoso, muitas vezes como um cadigan, por exemplo:
- … ele ainda queria inúmeros apêndices para transformá-lo em um bom cavalheiro, como um alfaiate e cabeleireiro da moda, uma confiança sem corar, junto com uma muitos etc. Faltando essas introduções da moda, o Sr. Whitmore teve que encontrar um substituto…[8] (1823)
- O custo das locomotivas e seus etceteras será de $ 136 000 — seu desgaste $ 75 600. Etcetera $ 90 000…[9] (1834)
- Os etceteras: asteroides, cometas e poeira interplanetária são quimicamente falando, "impurezas" e são apenas uma pequena parte da matéria planetária.[10] (1989)
- Ao tentar "recuperar o mito fora dos livros", o fidalgo cruza-se com o senso comum, as labutas cotidianas e os ditames religiosos da Contrarreforma em uma jornada para tentar resgatar etceteras cavalheirescas de outrora.[11] (2008)
- /etc, um diretório (também conhecido como "pasta") em sistemas operacionais tipo UNIX, responsável principalmente pelo armazenamento de arquivos de configuração de todo o sistema, preferências, etc.[12][13]

## Em outras línguas
- Africâner: ensovoorts; também ensovoort e en so voort(s). (abreviatura: ens)
- Albanês: e të tjera (abr.: etj)
- Alemão: usw. para und so weiter ("e assim por diante").
- Árabe: إلى آخره، إلخ (ila akhereh, ilakh-kh)
- Armênio: և այլն (yev ayln)
- Azeri: və sairə (abr.: və s) ou və sairə və ilaxır (abr.: və s. və i.a.)
- Basco: eta abar (abr.: etab.)
- Bengali: ইত্যাদি (ittādi) ou প্রভৃতি (probhriti) é usado para et cetera while "প্রমুখ" (promukh) é usado para et alii
- Búlgaro: и така нататък (abr.: и т.н.)
- Canarês: "ಇತರೆ" (itarae) ou "ಇತ್ಯಾದಿ" (ityadi)
- Catalão: etcètera (abr.: etc.)
- Chinês: 等 (děng) ou "等等" (děngděng)
- Coreano: "등/等"(deung) ou "기타/其他" (gita)
- Dinamarquês: og så videre (abr.: osv.)
- Eslovaco: a tak ďalej (abr.: atď.)
- Esloveno: in tako dalje (abr.: itd.)
- Espanhol: etcétera (abr.: etc.)
- Esperanto: kaj tiel plu (abr.: ktp.)
- Estoniano: ja nii edasi (abr.: jne)
- Feroês: og so framvegis (abr.: osfr. ou o.s.fr.)
- Finlandês: ja niin edelleen (abr.: jne.) ou "ynnä muuta sellaista" (abr.: yms.)
- Francês: et cetera, et cætera, ou et caetera (abr.: etc.)
- Galego: e o demais, ou etcétera (abr. etc.)
- Galês: ac yn y blaen (abr.: ayyb)
- Georgiano: და ასე შემდეგ (rom.: da ase shemdeg) (abr.: და ა.შ.)
- Grego: και τα λοιπά (ke ta lipá, abr.: κτλ.)
- Grego antigo: καὶ τὰ ἕτερα (ke ta étera)
- Guzerate: વગેરે
- Hebraico: וכולי (v'hulei, abr.: וכו') ou וכדומה (v'hadomeh, abr.: וכד') ou וגומר (v'gomer, abr.: וג')
- Hindi: इत्यादि (ityadi) ou वगैरा (vagaira)
- Holandês: enzovoort ou enzovoorts (abr.: enz.)
- Húngaro: és a többi (abr.: stb.), és így tovább; etc. está em uso regular, também
- Iídiche: און אזוי ווייטער (rom. un azoy vayter) (abr.: א. א. וו.)
- Indonésio: dan lain-lain (abr.: dll.), dan sebagainya (usado para coisas similares; abr.: dsb.), dan seterusnya (usado para sequências; abr.: dst.)
- Irlandês: agus araile (abr.: srl./⁊rl)
- Islandês: og svo framvegis (abr.: o.s.frv.)
- Italiano: eccetera, pronúncia [etˈtʃɛːtera] (abr.: ecc. ou etc.)
- Japonês: "その他" (sono ta, sono hoka), ou sufixo "等" (tō, nado) ou "など" (nado), "エトセトラ/えとせとら" (etosetora)
- Laociano: ຯລຯ (lido como ແລະອຶ່ນໆ lɛ-ɯːn-ɯːn)
- Letão: un tā tālāk (abr.: utt.)
- Lituano: ir taip toliau (abr.: ir t.t.)
- Macedônio: и така натаму (abr.: итн.)
- Malaiala: തുടങ്ങിയവ (pronunciado thudangiyava)
- Malgaxe: sy ny sisa (abr.: sns.)
- Maltês: eċċetera (abr.: eċċ.)
- Marata: इत्यादी (pron. ityadi)
- Mongol: гэх мэт (abr.: г.м.)
- Nepali: आदि, इत्यादि aadi
- Norueguês (bokmål): og så videre (abr.: osv.)
- Norueguês (novo): og så bortetter (abr.: osb.) ou og så vidare (osv.)
- Oriá: ଇତ୍ୟାଦି
- Panjabi: ਆਦਿਕ (pron. aadik) e ਆਦਿ (pron. aadi)
- Persa: وغیره (va gheireh)
- Polaco: i tak dalej (abr.: itd.)
- Português: et cetera (abr.: etc.)
- Quirguiz: жана башкалар (abr.: ж.б.), дагы ушул сыяктуулар (abr.: д.у.с.)
- Romeno: și așa mai departe (abr.: ș.a.m.d.), ou și celelalte (abr.: ș.cl.); o último um pouco obsoleto
- Russo: и так далее (rom.: i tak daleje) (abr.: и т.д.), ou и тому подобное (rom.: i tomu podobnoje) (abr.: и т.п.)
- Sãnscrito: इत्यादिः (ityaadih)
- Servo-croata: i tako dalje / и тако даље (abr.: itd. / итд.)
- Sesoto: jwalo-jwalo (abr.: j.j.)
- Somali: Iyo wixii lamida (abr.:IWM)
- Sorâni: هەتادوایی،هتد (hata dwayy, abr.: htd)
- Suaíli: na kadhalika (abr.: n.k.)
- Sueco: och så vidare (abr.: o.s.v.)
- Tagalo: at iba pa (abr: atbp.)
- Tailandês: ฯลฯ (Esta combinação de três letras não é uma abreviatura, mas um sinal chamado ไปยาลใหญ่ "paiyan yai". É lido และอื่นๆ "lae uen uen", ou และอื่นๆ อีกมากมาย "lae uen uen ik mak mai", significando "e outros" ou "e muitos outros", respectivamente.)
- Tãmil: இன்ன பிற (pron. iṉṉa piṟa), முதலியன (pron. mutaliyaṉa)
- Tcheco: a tak dále (abr.: atd.)
- Telugo: "ఇతర", "ఇత్యాది", "మొదలగునవి" or "మొదలైనవి", "వగైరా"(pronunciado como "ithara", "ithyaadhi", "modalagunavi" ou "modhalainavi", "vagairaa")
- Turco: ve benzerleri (abr.: vb.) or vesaire (abr.: vs.)
- Turcomeno: we şuňa meňzeşler (abr.: we ş.m.)
- Ucraniano: тощо (toshcho)
- Uigur: قاتارلىق
- Urdu: وغیرہ وغیرہ (vagherah vagherah)
- Vietnamita: vân vân (abr.: v.v.)
- Xossa: njalo-njalo